# Grigore Cobzac
Grigore Cobzac (n. 31 ianuarie 1959) este un politician din Republica Moldova, care din decembrie 2014 este deputat în Parlamentul Republicii Moldova de legislatura a XX-a (2014-2018) în fracțiunea Partidului Liberal Democrat din Moldova (PLDM). Este membru al comisiei parlamentare pentru administrație publică, dezvoltare regională, mediu și schimbări climatice.
A mai fost deputat și în legislatura anterioară între anii 2010–2011, însă, fiind ales în funcția de președinte al raionului Hâncești, a renunțat la mandatul de deputat.
La alegerile parlamentare din noiembrie 2014 din Republica Moldova a candidat la funcția de deputat de pe locul 12 în lista candidaților PLDM, obținând astfel mandatul de deputat în Parlamentul Republicii Moldova de legislatura a XX-a.
După ce a fost ales din nou ca deputat, în ianuarie 2015 el a renunțat la funcția de președinte al raionului Hâncești în favoarea celei de deputat în Parlament.